# Карлос Тартьере (стадион)
Эстадио Карлос Тартьере (исп. Estadio Municipal  Carlos Tartiere) — стадион 3-й категории УЕФА, расположенный в городе Овьедо (Испания). Вмещает 30 500 зрителей и является крупнейшим в сообществе Астурия. Построен в 2000 году взамен старому стадиону, является домашней ареной клуба «Реал Овьедо». Принимал матчи сборной Испании.

## История

### Старый стадион
Старый стадион был открыт 24 апреля 1932 года под названием «Эстадио де Буэнависта», которое получил в честь района, в котором располагался. В матче открытия сборная Испании обыграла Югославию со счётом 2:1. Автор первого забитого мяча — форвард «Овьедо» Исидро Лангара. Технической особенностью сооружения была главная трибуна с крышей длиной более 100 метров без какой-либо опорной колонны спереди. Это был первый подобный проект в Испании.
В 1954 году стадион продан городскому совету Овьедо. А в 1958 году переименован в честь Карлоса Тартьере, первого президента и основателя клуба «Реал Овьедо».
Арена принимала три матча чемпионата мира по футболу 1982 года. К этому событию стадион был целиком обновлён.
21 сентября 1992 года здесь выступал Майкл Джексон в рамках Dangerous World Tour в присутствии 25 000 человек.
В 1998 году на всех трибунах были установлены кресла, чтобы удовлетворить требованиям УЕФА. Это привело к уменьшению вместимости до 16 500 зрителей, что считалось недостаточным для города. Таким образом было принято решение о строительстве нового стадиона.
Последний матч на старом стадионе состоялся 20 мая 2000 года в рамках Примеры между командами «Реал Овьедо» и «Реал Сосьедад». В 2003 году снесён и на его месте возведён городской выставочный центр.

### Чемпионат мира по футболу 1982
| Дата         | Матч              | Зрители |
| ------------ | ----------------- | ------- |
| 17 июня 1982 | Чили 0-1 Австрия  | 22 500  |
| 21 июня 1982 | Алжир 0-2 Австрия | 22 000  |
| 24 июня 1982 | Алжир 3-2 Чили    | 16 000  |

### Новый стадион
Первый камень в фундамент стадиона был заложен 18 июня 1998 года. Первая игра сыграна 17 сентября 2000 года в рамках Примеры, в котором местный «Реал Овьедо» сыграл вничью с «Лас-Пальмасом» со счётом 2:2. Матч посетили 22 000 зрителей, что значительно превышало вместимость старого стадиона. Автором первого гола стал футболист гостей Роберт Ярни, реализовавший пенальти. Однако официальное открытие нового стадиона состоялось 20 сентября товарищеским матчем между «Овьедо» и югославским «Партизаном», который завершился со счётом 0:2. Игру посетили 15 000 человек, после её окончания над ареной был пущен залп из фейерверков.
Стадион регулярно подвергается критике. В частности из-за его местоположения, которое является не самым доступным, а также из-за отсутствия аварийных выходов при высокой посещаемости. Кроме того за полем трудно ухаживать из-за его влажной среды и нехватки солнечного света. Также критике подвергаются большие проёмы в фасаде, из-за которых стадион становится холодным. Также объект считают бесцветным и серым из-за большого количества бетона в конструкции.
Первый аншлаг на стадионе произошёл 28 октября 2001 года во время астурийского дерби, в котором «Овьедо» проиграл хихонскому «Спортингу» со счётом 0:2.
24 мая 2009 года здесь установлен рекорд Терсеры по посещаемости. Матч плей-офф за выход в Сегунду В против «Мальорки B», завершившийся победой местного клуба со счётом 1:0, посетило 27 214 зрителей.
Время от времени стадион используется в качестве домашней арены взрослой и молодёжной сборных Испании.

## Галерея

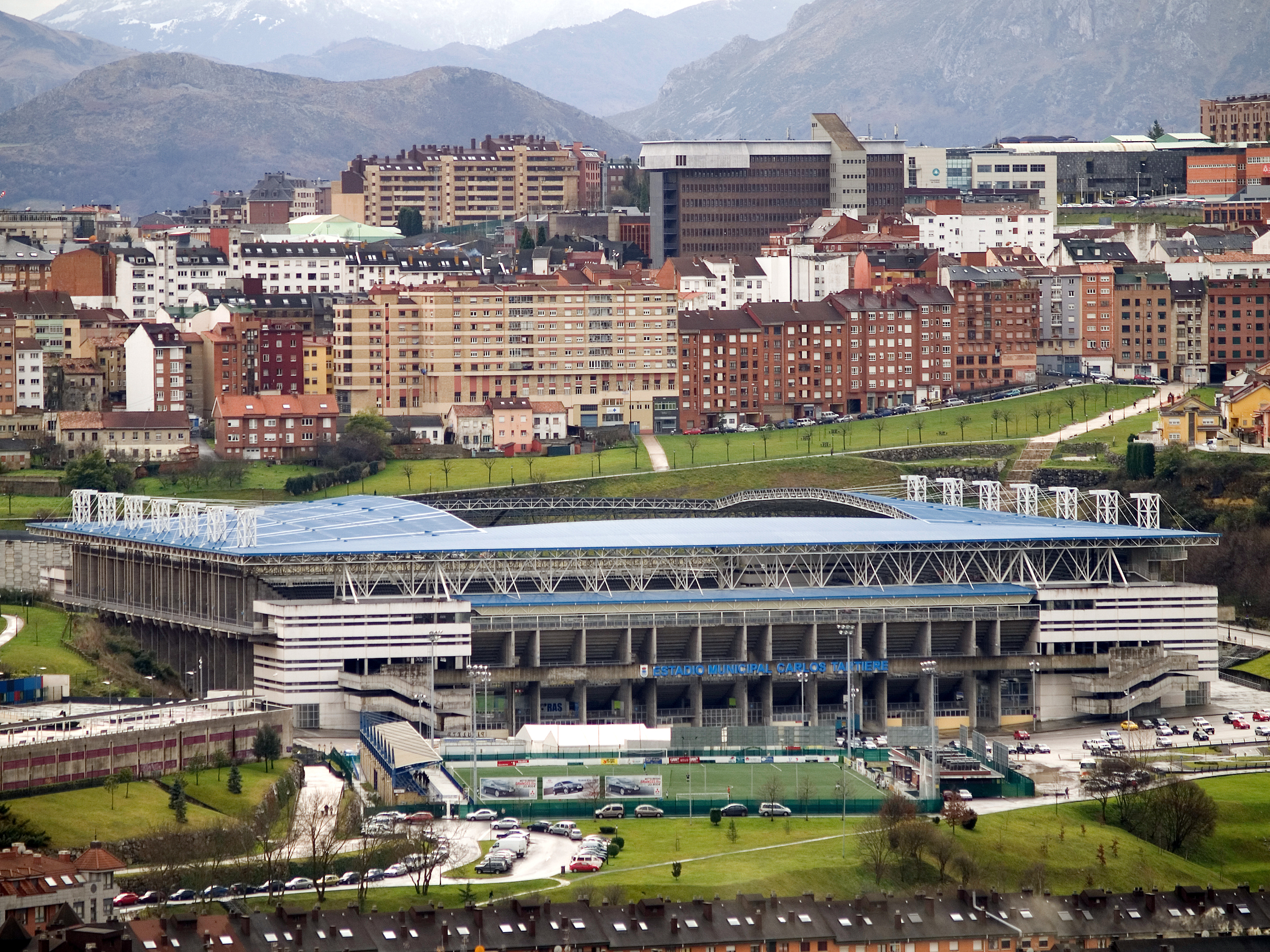
Внешний вид
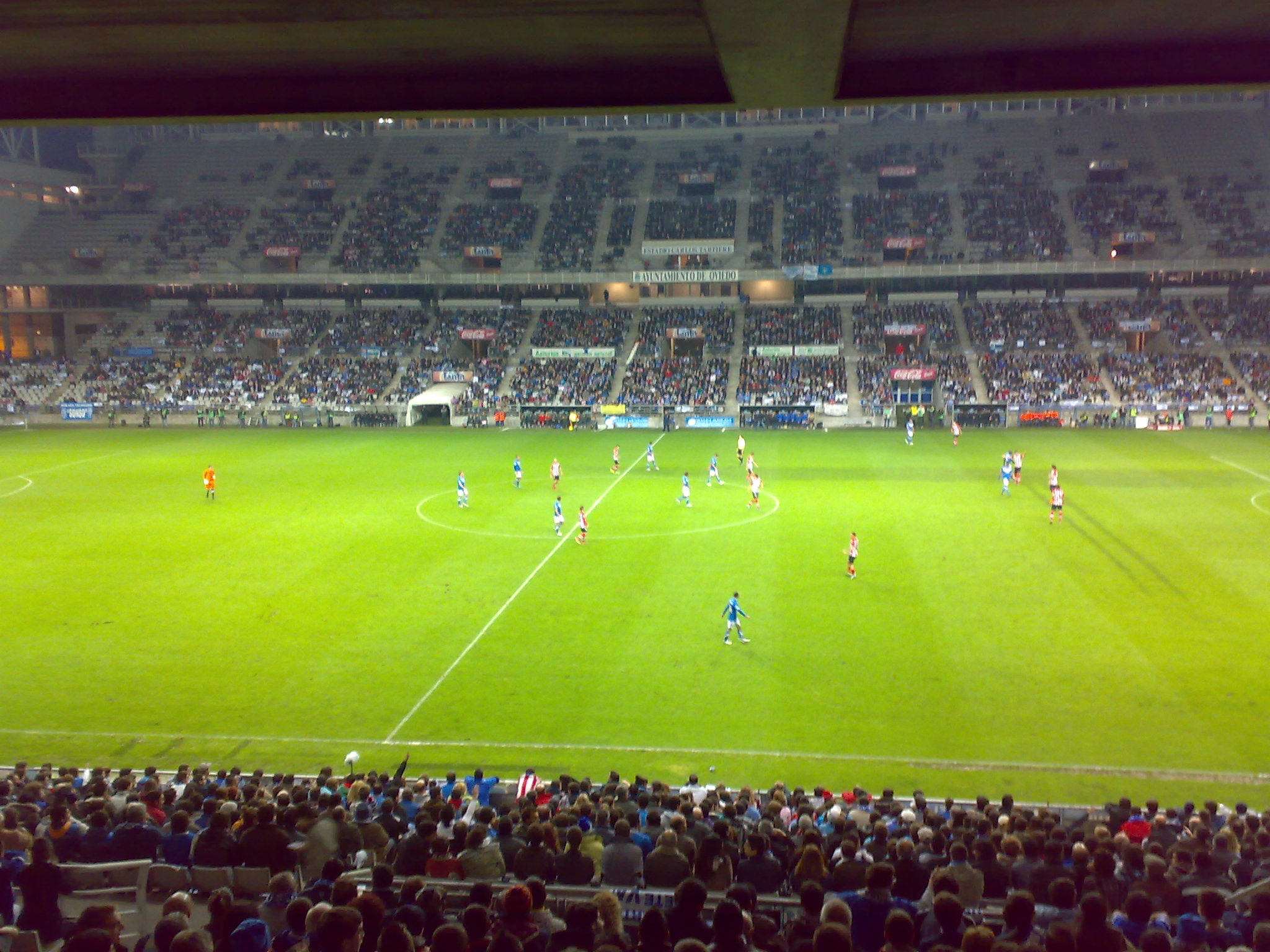
Матч Кубка Испании против Атлетик Бильбао (2011)
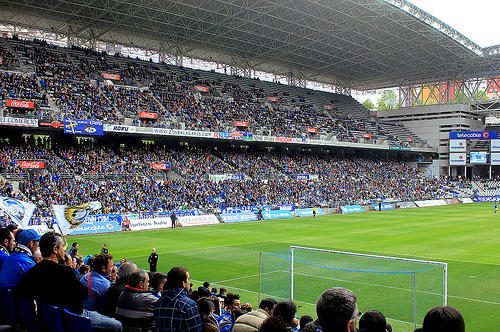
Одна из трибун во время матча против Расинг Феррол (2015)